# Cerithiopsis stejnegeri
Cerithiopsis stejnegeri is een slakkensoort uit de familie van de Cerithiopsidae. De wetenschappelijke naam van de soort is voor het eerst geldig gepubliceerd in 1884 door Dall.